# Kolontár
Kolontár ist eine ungarische Gemeinde im Kreis Devecser im Komitat Veszprém. Sie liegt zwischen den Städten Devecser und Ajka, an dem Fluss Torna.

## Geschichte
Der Ort wurde 1210 zum ersten Mal schriftlich erwähnt, während der Mongoleneinfälle stark entvölkert und durch deutsche Kolonisten wieder aufgebaut.
Am 4. Oktober 2010 ereignete sich im in der Stadt Ajka angesiedelten Aluminiumwerk der MAL AG (Magyar Aluminium) ein schwerer Industrieunfall, der so genannte Kolontár-Dammbruch. Aus dem ca. 1 km von Kolontár entfernten Deponiebecken traten 600.000 bis 700.000 Kubikmeter ätzenden, schwermetallhaltigen Rotschlamms aus und überfluteten ca. 800 Hektar Land, darunter den Großteil des Ortes Kolontár zum Teil hüfthoch. Zehn Menschen kamen bei dem Unfall ums Leben, 150 wurden verletzt.

## Sehenswürdigkeiten
- Denkmal für die Opfer der Rotschlamm-Katastrophe (A vörösiszap-katasztrófa áldozatainak emlékére), errichtet 2011
- Römisch-katholische Kirche Magyarok Nagyasszonya, erbaut 1772 (Barock), erweitert 1933
- Szentháromság-Säule, erschaffen 1911

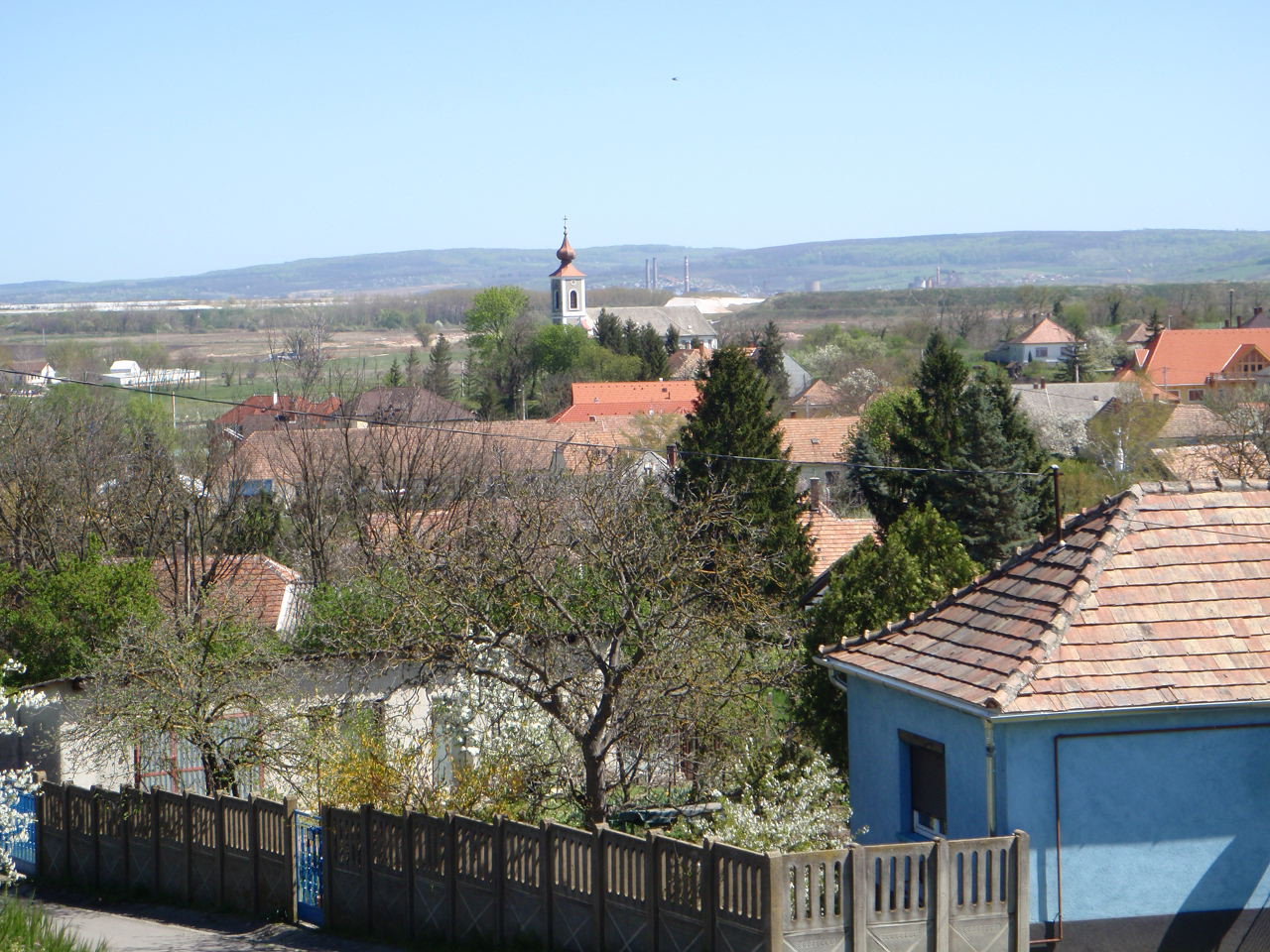
Blick auf Kolontár
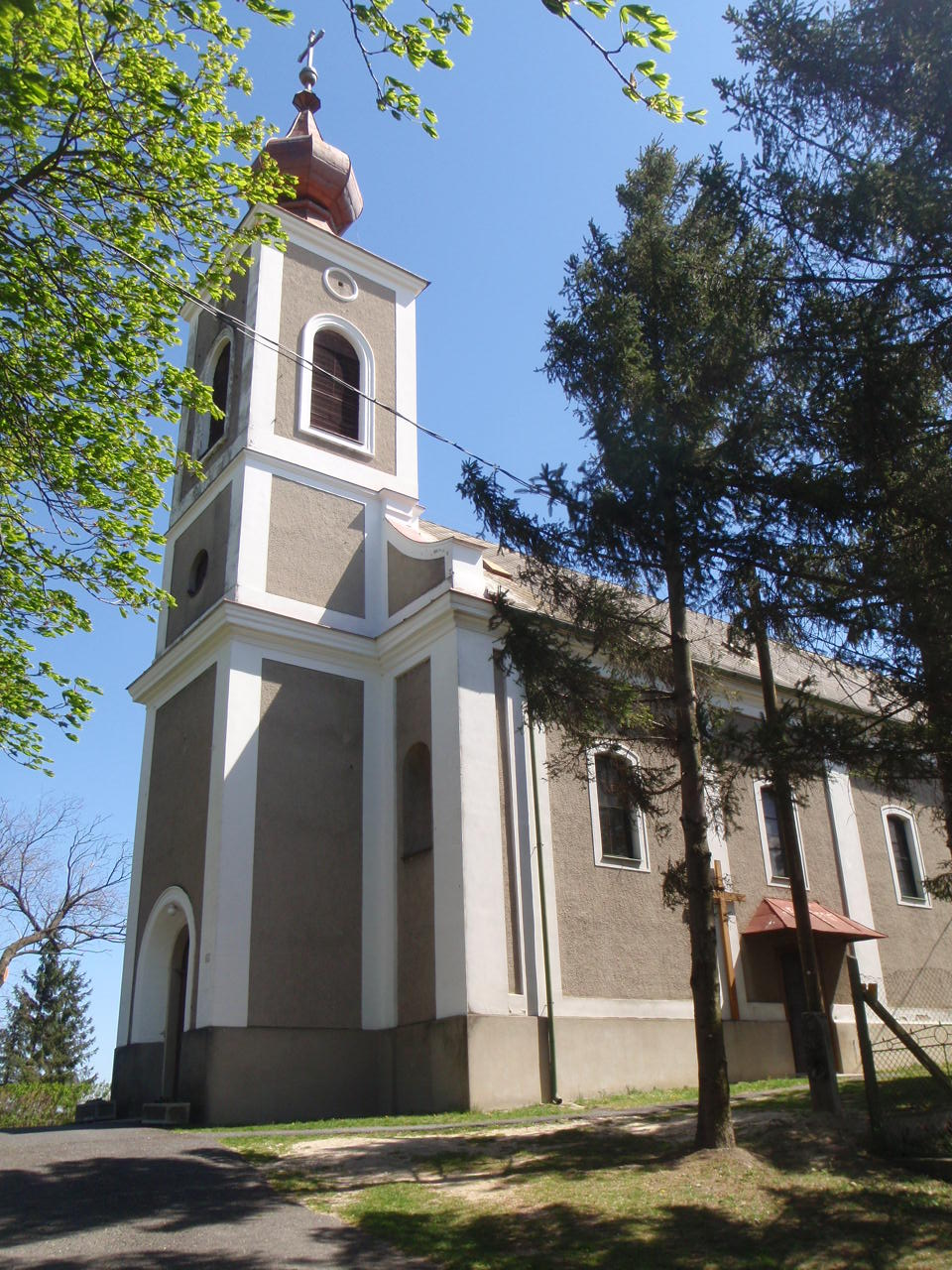
Röm.-kath. Kirche Magyarok Nagyasszonya
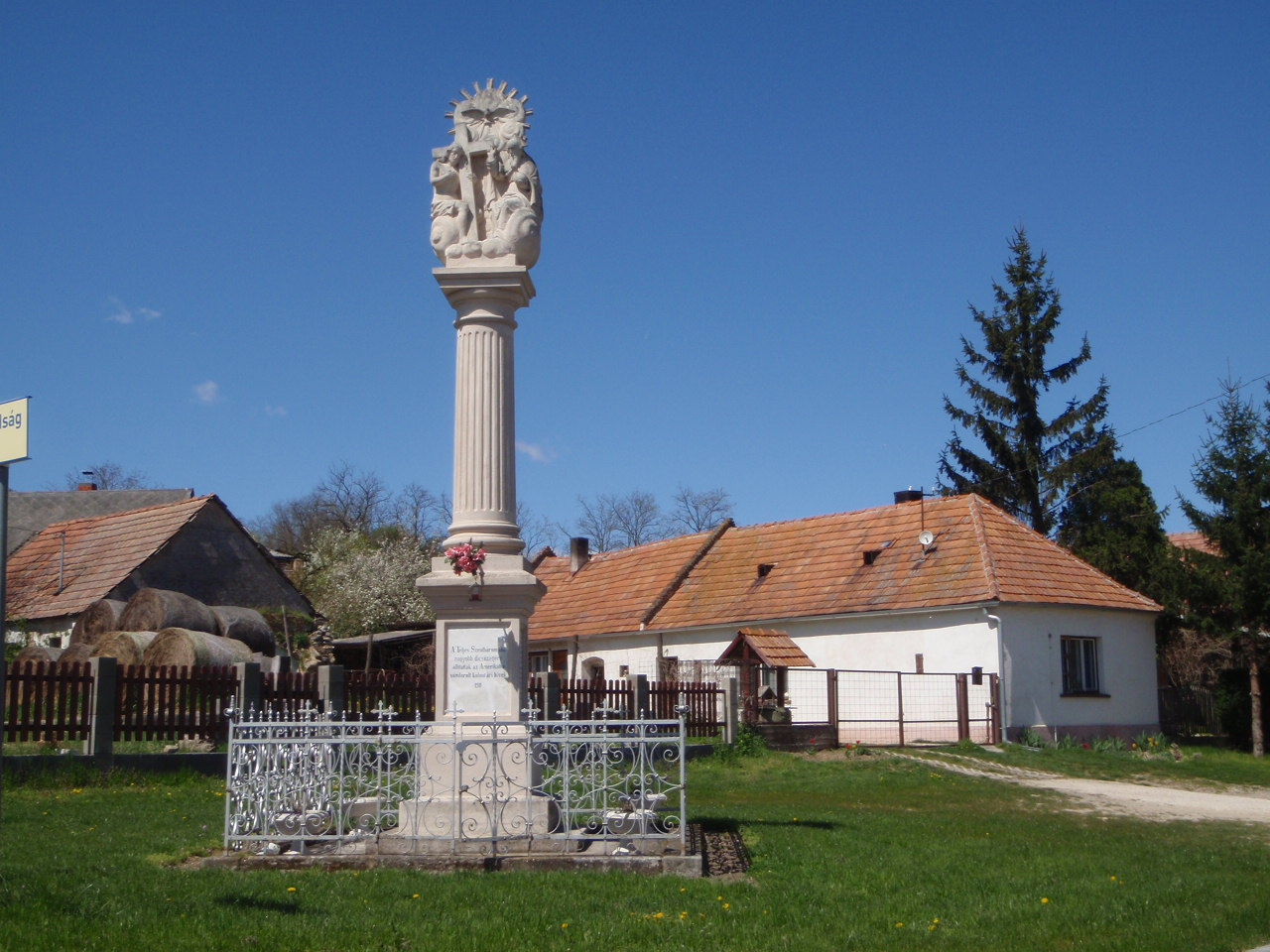
Szentháromság-Säule

## Verkehr
Durch Kolontár verläuft die Landstraße Nr. 7339. Die Gemeinde liegt an der Eisenbahnstrecke von Székesfehérvár nach Szombathely, der Personenverkehr an der Haltestelle Kolontár wurde jedoch 2012 eingestellt.